# PayPay銀行
PayPay銀行株式会社（ペイペイぎんこう、英称：PayPay Bank Corporation）は、新たな形態の銀行に分類される日本のネット銀行。

## 概要
2021年（令和3年）4月5日、株式会社ジャパンネット銀行（ジャパンネットぎんこう、英称：The Japan Net Bank, Limited、呼称：「Japan Net Bank（ジャパンネットバンク）」、略称：JNB）から商号変更された。PayPayの連結子会社。三井住友銀行の持分法適用会社。
PayPayとの親和性が高く、「PayPayで1番便利に使える銀行」を標榜している。

### 設立及び経営
1998年（平成10年）末までに、日本におけるインターネット利用者が1694万人に達していた状況に鑑み、さくら銀行（現・三井住友銀行）はネットユーザーのデファクトスタンダードとなるような決済手段を提供すべくインターネット銀行設立の検討を開始した。時同じくしてニフティを傘下に置き、自社ネットワーク事業のコンテンツの充実を目指す富士通との思惑が一致したことから、1997年（平成9年）7月、さくら銀行と富士通はインターネット銀行設立における基本合意を締結。さらに当時、爆発的に普及していたiモードを擁するNTTドコモや多様な顧客基盤を有する日本生命保険なども参画を表明し、2000年（平成12年）9月19日にさくら銀が50%、住友銀行、富士通、日本生命が各10%、東京電力、三井物産、NTT東日本、NTTドコモがそれぞれ5%を出資してジャパンネット銀行を設立。同年10月12日に開業した。2004年（平成16年）12月には口座数は100万を突破し、翌2005年（平成17年）3月期には黒字化を達成した。
2006年（平成18年）6月29日、ジャパンネット銀・三井住友銀・ヤフー（現・LINEヤフー、Yahoo! JAPAN運営会社）の3社で資本・業務提携を締結。同年9月29日には第三者割当増資を行い、普通株式を三井住友銀（払込価額87億円）とヤフー（同45億1500万円）に対して、取得条項付無議決権株式（優先株）をヤフー（同212億8500万円）に対して、それぞれ株式を割り当て、追加出資を受けた。これによって、ヤフーが三井住友銀行と同じく40 %を出資をする筆頭株主となった。（ただし、議決権ではヤフー10.4 %、三井住友銀行59.7 %）。提携の発表当初は、金融持株会社を三井住友銀行とヤフーが共同で設立し、その子会社とすることも検討されていたが、その後進展は見なかった。
2014年（平成26年）4月30日付で、ヤフーの所有する優先株が普通株に転換され、三井住友銀行およびヤフーの持分法適用会社となった。2018年（平成30年）2月1日にヤフーの連結子会社化し、それを機にこれまでの三井住友銀行出身者に代わってヤフー出身の田鎖智人が社長に就任した。
2020年（令和2年）7月31日、取締役会にて、「ジャパンネット銀行」から「PayPay銀行」への商号変更を決定した。同年9月15日、商号変更日を2021年4月5日とすることを決議。
2024年（令和6年）12月17日、LINEヤフーとZフィナンシャルは金融庁からの許認可を前提として、2025年（令和7年）4月を目処に保有している全株式をPayPay株式会社に譲渡することを発表した。4月11日、株式取得が完了。
2025年5月19日付で、本店を東京都新宿区西新宿二丁目1番1号から同四谷一丁目6番1号に移転。

### サービス
個人間および、個人と法人間のインターネットを利用したオークションやネットショッピングなどによる小額の決済業務、証券会社・商品先物取引会社・FX業者などの口座への入出金等の決済業務に特化している。例えば、Yahoo!オークションと提携し、落札後の決済を行えるようにするなどである。他にも、投資信託の販売業務、カードローンなどの個人向け融資業務にも注力している。また、2008年（平成20年）6月19日にはtoto（サッカーくじ）の販売が開始された（イーバンク銀行（現・楽天銀行）に次いで2行目）。
キャッシュカードの暗証番号でショッピングができるJ-Debitに加え、2013年（平成25年）12月よりVISAデビットサービスに参入。キャッシュカード一体型で発行されるが、カードレスタイプのバーチャルカードも追加で発行可能。2018年（平成30年）11月からはVISAのタッチ決済に対応したICチップがついたカードで発行されているが（既存のカード保有者も無料で切り替えが可能）、ICチップにはキャッシュカード機能が無いため、国内ATMを利用する場合は従来通り磁気ストライプを利用した取引となる。VISAデビットカードは1回の利用金額500円ごとにPayPayポイントが1ポイント還元され、翌月下旬にポイントが反映される（予めPayPayアプリと口座を連携させる必要がある）。

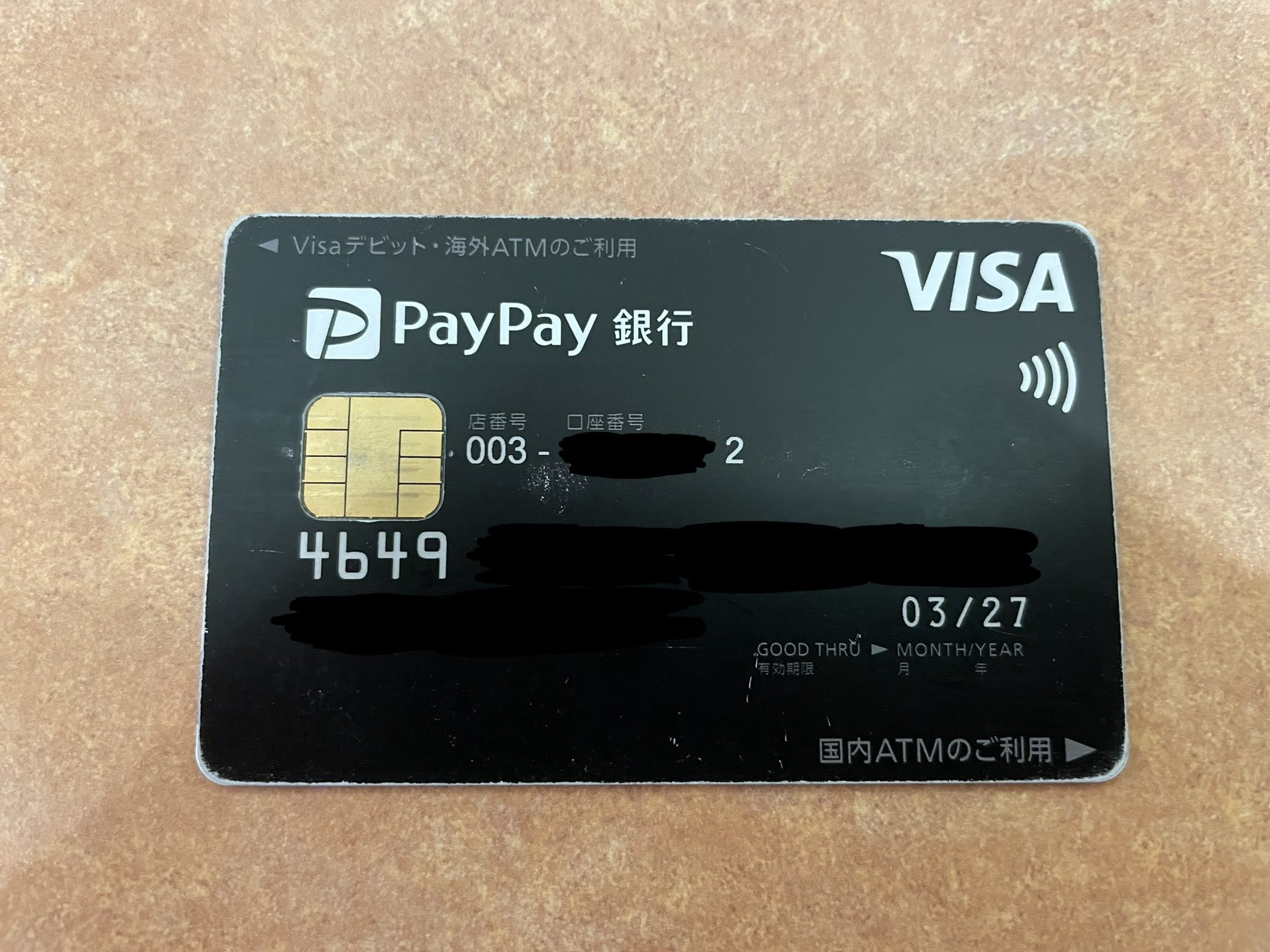
実際に発行しているVISAデビットカード

2015年（平成27年）9月1日から2019年（令和元年）5月20日まではコンビニエンスストア大手のファミリーマートとTポイントとの提携カードである「ファミマTカード（Visaデビット付キャッシュカード）」も発行していた。新規発行受付終了後もTポイントとの提携を継続しており、本カードで決済するとJNBスターやキャッシュバックのかわりにTポイントが付与されていた（ただしバーチャルカードの利用時はキャッシュバック）。PayPay銀行のサービス見直しに伴い、2022年6月30日（確定データ到着分）をもってTポイントの付与を終了し、上記のPayPayポイントにサービスが統一された。
預金取引などを扱う窓口のある支店は本店営業部のみとなる（手数料が他金融機関より割高である）。支店そのものはワンタイム口座専用支店や各種サービス専用の支店、また個人・営業性個人口座としては、本店営業部のほかに、ジャパンネット銀行時代に開設の「すずめ支店」・「はやぶさ支店」・「ふくろう支店」、PayPay銀行時代に開設の「つばめ支店」・「かわせみ支店」・「うぐいす支店」・「とき支店」があり、さらに法人口座としては、ジャパンネット銀行時代に開設の「ビジネス営業部」がある。なお、店舗所在地は本店営業部と同一である。
現金の入出金は、三井住友銀行、イーネット、セブン銀行、ローソン銀行、ゆうちょ銀行、イオン銀行のATM網を利用して行うが、手数料が必要となる。ただし、取引条件によってはATM利用手数料が無料となる（詳細は後述）。
取引状況はネットバンキング上で照会できるため、預金通帳は無く（月ごとの利用明細送付は有料で可能）、原則ネットバンキングによる取引となる。なお一部取引については本店窓口でも取り扱う。また窓口でしか出来ない処理もある。
当初の口座取扱店は本店営業部のみであったが、それ以外には、2006年（平成18年）10月26日、Yahoo!ネットバンキング開始に伴い、ワンタイム振込専用の支店が開設された。この支店名には星座名が採用された。他にも各種サービスのための専用支店が開設され、樹木や鳥類から支店名が採られている。個人・営業性個人口座は、2009年（平成21年）9月17日以降順次、新たに、ジャパンネット銀行時代には「すずめ支店」・「はやぶさ支店」・「ふくろう支店」を、PayPay銀行時代には「つばめ支店」・「かわせみ支店」・「うぐいす支店」・「とき支店」が開設され、新規店舗は今後も口座保有者の増加に伴い順次開設される予定となっている。法人口座としては、ジャパンネット銀行時代に開設の「ビジネス営業部」がある。
口座数は日本初のネット銀行として当初はトップを保っていたが、2005年（平成17年）にイーバンク銀行（現・楽天銀行）に首位を明け渡した。2025年5月1日現在の口座数は900万口座を超え、ネット銀行としては楽天銀行に次ぐ第2位である。
かつてはiモード対応携帯電話からJNB相互間の振込をする場合の振込手数料10円（1回あたり）を売りにしていたが、EZwebおよびJ-スカイ（旧・ボーダフォンライブ!、現・Yahoo!ケータイ）対応に伴い、2003年（平成15年）4月からはパソコンからと同額の52円に値上げした。
2021年4月5日からスマートフォンアプリで操作を行うことでセブン銀行ATM利用時にキャッシュカードを必要としない「スマホATM」のサービスを開始した。2021年11月29日からはローソン銀行ATMでもスマホATMが利用できるようになった。
2025年2月26日より、LINEでの口座開設を開始し、LINE支店が開設された。その後、同年5月15日からは、既存の支店利用者についても、LINEへの連携が開始されている。

## 口座の種類
預金口座個人（消費者）を対象とした口座。
BUSINESS ACCOUNT 口座個人事業者と法人を対象とした口座。
SOHO ACCOUNT 口座個人事業者と法人を対象とした、日本SOHO協会「事業所ID」の保有者の決済用口座。日本SOHO協会の正会員であり、代表者のみ開設出来る。

## 支店名
支店一覧表から存在が確認できる支店の名称と支店コードは以下の通りである。
| 支店名         | 支店コード |
| -------------- | ---------- |
| 本店営業部     | 001        |
| すずめ支店     | 002        |
| はやぶさ支店   | 003        |
| ふくろう支店   | 004        |
| ビジネス営業部 | 005        |
| つばめ支店     | 006        |
| かわせみ支店   | 007        |
| うぐいす支店   | 008        |
| とき支店       | 009        |
| LINE支店       | 010        |

| 支店名       | 支店コード | 支店名                 | 支店コード | 支店名             | 支店コード |
| ------------ | ---------- | ---------------------- | ---------- | ------------------ | ---------- |
| カエデ支店   | 701        | おひつじ座支店         | 801        | りゅう座支店       | 814        |
| モミジ支店   | 702        | おうし座支店           | 802        | はくちょう座支店   | 815        |
| サクラ支店   | 703        | ふたご座支店           | 803        | アンドロメダ座支店 | 816        |
| ウメ支店     | 704        | ラインブラウン支店     | 804        | ほうおう座支店     | 817        |
| ツバキ支店   | 705        | ラインコニー支店       | 805        | こぐま座支店       | 818        |
| ケヤキ支店   | 706        | おとめ座支店           | 806        | こと座支店         | 819        |
| クスノキ支店 | 707        | てんびん座支店         | 807        | わし座支店         | 820        |
| ヒイラギ支店 | 708        | さそり座支店           | 808        |                    |            |
| シラカバ支店 | 709        | へびつかい座支店       | 809        |                    |            |
| ツツジ支店   | 710        | ソフトバンクカード支店 | 810        |                    |            |

| 支店名             | 支店コード | 支店名         | 支店コード |
| ------------------ | ---------- | -------------- | ---------- |
| いるか座支店       | 821        | さんかく座支店 | 831        |
| うさぎ座支店       | 822        | じょうぎ座支店 | 832        |
| うしかい座支店     | 823        | たて座支店     | 833        |
| おおかみ座支店     | 824        | つる座支店     | 834        |
| オリオン座支店     | 825        | とけい座支店   | 835        |
| カシオペヤ座支店   | 826        | とびうお座支店 | 836        |
| きりん座支店       | 827        | はと座支店     | 837        |
| クジラ座支店       | 828        | ペガスス座支店 | 838        |
| ケンタウルス座支店 | 829        | ポンプ座支店   | 839        |
| こいぬ座支店       | 830        | やまねこ座支店 | 840        |

その他にフラミンゴ支店 (601) とペンギン支店 (602) はホームページ上で「その他支店」と分類されているほか、振込専用口座専用支店としてやぎ座支店 (811)、みずがめ座支店 (812)、うお座支店 (813) が存在している。

## 入出金
以下のATMが利用可能である。当月最初の入出金は取引金額に関わらず無料。2回目以降は取引時間帯に関わらず、取引金額に応じて以下の通り手数料が徴収される。
ただし前月の預金平均残高（円普通預金、円定期預金）が3000万円以上の場合はゆうちょ銀行ATM以外の連携ATMが手数料優遇により金額に関わらず無料となる
- 三井住友銀行ATM、セブン銀行ATM、イーネットATM、ローソン銀行ATM、イオン銀行ATM（2019年〈令和元年〉10月29日提携開始）での入出金
1回の取引金額が3万円以上の場合は無料、3万円未満の場合は1回につき一律165円の手数料がかかる。

- ゆうちょ銀行ATMでの入出金
1回の取引金額が3万円以上の場合は無料、3万円未満の場合は1回につき一律330円の手数料がかかる。

## 振込手数料
個人がインターネットバンキングを利用する場合、PayPay銀行の口座間なら無料、他行宛ては145円である。
三井住友銀行 ↔ PayPay銀行本人名義間の振込手数料は0円となる。
本店窓口の場合、PayPay銀行内の口座宛ては3万円未満が660円、3万円以上が1100円、他金融機関宛ては3万円未満が1320円、3万円以上が1760円である。
また、前月中の普通預金と定期預金の合計平均残高が3000万円以上の場合、ネットバンキングによる他行宛振込手数料が月5回まで無料となる。
法人、個人事業主がインターネットバンキングを利用する場合、PayPay銀行の口座間なら55円、他行宛ては160円である。
本店窓口の場合は、個人と同様の水準である。
また、個人と同様に、預金の平均残高に応じた優遇手数料が適用され、ネットバンキングによる他行宛振込手数料が月5回まで無料となる。
三井住友銀行ATMによる振込
PayPay銀行は三井住友銀行ATMによるキャッシュカード振込の取扱も可能だが、振込金額に関わらず提携ATM出金手数料165円 + 三井住友銀行所定の他行キャッシュカードの振込手数料が掛かる。
ただしその月に一度もATMでの出金またはキャッシュカードによる振り込みを行っていない場合は提携ATM出金手数料は無料となる。

## 口座維持手数料
2012年（平成24年）7月より「口座維持手数料」は廃止となり、無料となっている。それ以前は下記のいずれかを満たしていないと、月額189円が徴収された。
営業開始当初の口座維持手数料は月額1050円だったが、2001年（平成13年）12月、「ご利用いただく方にメリットをより多く享受いただきたいというコンセプトをさらに商品性への反映させるため」（原文ママ）との理由で、月額105円への引き下げを行った。その後、ハードウェアトークン方式のワンタイムパスワード導入のため、2006年（平成18年）10月1日から月額105円から189円に改定された（以前からある口座維持手数料免除のための取引条件に変更は無い）。ハードウェアトークン導入によって、ジャパンネット銀行はセキュリティ面で優位に立ったが、同業のイーバンク銀行は登録しているメールアドレスへワンタイムパスワードを送信することでより低コストでセキュリティを確保しており、セキュリティ面のコストを顧客に転嫁する形で口座維持手数料を設定したことが、ネット銀行業界におけるシェアを失う要因の一つとなったとの見方がある。
口座維持手数料永久無料プランで無料
2007年（平成19年）5月19日より開始。
- 会員登録・口座開設の申し込みで永久無料。
  - 以下に記載の提携企業の会員登録・口座開設を2つ以上申し込むと、口座維持手数料が永久に無料。
    - ネット証券
      - ジョインベスト証券
      - SBI証券（旧・SBIイー・トレード証券）
      - マネックス証券
      - SMBCフレンド証券
      - 楽天証券
      - クリック証券
      - 岡三オンライン証券

    - クレジットカード
      - SBIカード
      - JNB-VISAカード（三井住友カード）

    - 通販型保険
      - ライフネット生命
      - アクサダイレクト

    - 純金＆プラチナ積み立て
      - 田中貴金属工業

    - ポイント
      - ポトラ
      - ちょびリッチ

- 上記に記載の提携企業の会員登録・口座開設の申し込み1つとあわせて、ジャパンネット銀行の口座自動振替サービス契約で契約期間中無料（口座自動振替サービスは契約を解約をすると、無料条件としてのカウントが1つ減る。また、複数社契約しても1つと見なされる。）

いずれのサービスも無料になるのは申込月や契約月の翌月からとなる。更に対象となるのは申し込みであり、会員登録や口座開設は条件ではない。ジャパンネット銀行側では登録や開設の有無は確認できないため、申し込みを行った段階で対象となる。それ以降の登録や開設については任意であり、ジャパンネット銀行側も関与しない。
取引で無料
- 新規口座開設
  - 新規に口座を開設した場合、口座開設月から翌々月まで

- サービスの契約
  - Yahoo!ネットバンキング決済連携サービス （2007年〈平成19年〉5月14日より開始）
    - 月末時点でYahoo!ネットバンキング決済連携サービスの利用登録あり

  - JNB-FX
    - 月末時点でJNB-FXの利用登録あり

  - ローンのご契約
    - 前月中に極度型ローン（ネットキャッシング、クレジットライン、カードローン、借り入れおまとめローン）の契約あり
    - 目的型ローン・フリーローンの契約あり

- 前月の取引状況
  - 振り込みの利用
    - 前月中の口座からの振込利用回数が2回以上
    - 前月中の口座への振込入金金額の合計が3万円以上
    - 前月中の口座への振込入金回数が2回以上

  - 預金平均残高
    - 前月中の預金平均残高（普通預金＋定期預金）が10万円以上

## その他
- 第二次世界大戦後初めて日本の銀行法第四条による普通銀行免許を取得した。
- 普通預金口座について、同行では口座開設時の年齢について見直し、2006年（平成18年）4月22日より新規の口座開設の申し込みが義務教育終了の年齢の基準である「満15歳以上」に制限された[25]。なお、それ以前に口座を開設した満15歳未満の口座利用者は引き続き利用できる。